# 命令与征服3：凯恩之怒
《命令与征服3：凯恩之怒》是即时战略类电子游戏《命令与征服3：泰伯利亚之战》的官方资料片。由美国艺电洛杉矶和BreakAway Games工作室开发，于2008年3月24日由美国艺电发行，6月24日在Xbox 360上发行。
《命令与征服3：凯恩之怒》填补了先前游戏中的一些不足之处。其故事情节跨越了整整20年——从第二次泰伯利亚战争后NOD兄弟会的重生到第三次泰伯利亚战争以及之后的事情。

## 登場陣營與新增軍備
本資料片的一大特色為「子陣營」的出現，三大勢力重新細分為九種不同特色的參戰陣營，交戰各方包含了初始陣營及兩種不同特色的新增陣營，並配合子陣營的獨特軍備給予玩家莫大的戰術優勢及彈性。

## 游戏剧情
本作剧情时间跨度横跨整场第三次泰伯利亚战争，与《命令与征服3：泰伯利亚之战》互相穿插，可以视作为主传的补完篇。

### 第一章
接续前作《命令与征服：泰伯利亚之日》火线风暴篇，公元2034年，凯恩从CABAL地下备用终端的培养皿中复活，此时GDI已经赢得了第二次泰伯利亚战争，Nod兄弟会四分五裂，前领导者安东·斯拉维克由于CABAL危机过后的派系倾轧而被暗杀。愤怒的凯恩将CABAL备用终端格式化并且重新编程，成为LEGION（玩家），并让LEGION带领残余的Nod部队前往巴西里约热内卢挑起暴动。
随后他们的行动被Nod派系黑手部队的新任领导者馬吉安（由 Carl Lumbly 飾演）所注意，而他却是坚定的凯恩反对者，凯恩表示他的忠誠無庸置疑，只是GDI利用他的虛榮心，讓他肯定自己就是新的救世主，凯恩已成為過去式。凯恩试图进攻并且控制他，然而进攻黑手大本营之前却要求LEGION先取回被GDI所夺取的隐形科技。随后凯恩调度大军进攻位于澳大利亚的黑手新总部，活捉了馬吉安。
在馬吉安臣服后凯恩让LEGION带领黑手部队襲擊位于澳大利亚腹地的GDI液化泰伯利亚研究中心，研究中心被摧毁后引发的巨大泰伯利亚爆炸让澳大利亚大面积范围变为被泰伯利亚严重污染的红区，而LEGION则被凯恩停机直到2046年……

### 第二章
公元2046年，LEGION被重启，随后凯恩将其指派给Nod成员艾莉萨·科瓦克斯修女长（由娜塔莎·韓絲翠飾演）管理，艾莉萨让LEGION带领一小队Nod潜入南非约翰内斯堡破坏GDI离子炮控制中心以为主力部队破坏戈达德太空中心扫清障碍。随后凯恩命令LEGION前往破坏GDI金庫，让懦弱且无能的GDI首席财政长雷蒙德·鲍伊有借口留在地球。之后，戈达德太空中心被攻陷，导致费城太空站被核弹摧毁，第三次泰伯利亚战争爆发。
凯恩对战争的爆发很满意，然而艾莉萨却不信任LEGION。随后LEGION被派去智利，绑架GDI首席液態泰伯倫專家阿尔冯斯·吉羅德博士。凯恩已经前去大神宫，然而北非的Nod小队遭遇了GDI的终极武器：長毛象裝甲拓墾載具（M.A.R.V.）的袭击，艾莉萨要求LEGION破坏它并且分析它的殘骸，加上先前從教化中心竊取的機密資料，解析並建造救贖者四足機甲進行反擊。
基莲·卡塔将军对于凯恩的质疑惹怒了艾莉萨。她希望LEGION能伪装成基莲的部队进攻大神宫，意图嫁祸基莲以除掉她，然而LEGION残余的一丝CABAL的意识却让艾莉萨感到恐惧。当大神宫被离子炮摧毁时，艾莉萨认为凯恩已死，对基莲接掌Nod军队指挥权感到极度愤怒，然而凯恩却好端端的出现在通讯里。凯恩表示大神宫被毀時人早就不在那邊，讓GDI使用离子炮摧毀大神宫本來就在他的計畫內，他認為只有離子加農砲的強大能量能足以讓液態泰伯倫產生連鎖反應，所釋放的異常能量可足以引起思金人的注意。但不管如何基莲不只破壞他的計劃，還做出跟GDI合作的背叛教義之事，這筆帳終究要算清楚。然而艾莉萨希望LEGION先清除控制了Nod部队的思金人军队旅行者-59派系。
艾莉萨已经明确的表示出了对LEGION的不信任，然而对于凯恩的命令她不得不服从，然而她却对多年前CABAL杀死了她的双亲这件事而耿耿于怀。塔西佗数据矩阵已经被查明了在中国大陆，被一队ZOCOM部队所护卫，LEGION派出部队突袭并取得了塔西佗。然而在抢夺塔西佗的途中，双方却被思金人军队的收割者-17派系所突袭。在即将获得塔西佗的时候，艾莉萨突然叛变并且将病毒注入LEGION的系统内，随后在凯恩面前她坦白了之前做过的所有事，包括嫁祸基莲，最后在众目睽睽之下吞枪自杀。而LEGION，也由于病毒的影响而再次停机……

### 第三章
公元2052年，第三次泰伯利亚战争结束5年后，Nod残部躲进了剩下的最后一座阈限之塔，LEGION也被接入了思金人的网络，系统也与思金人同步。随后凯恩让LEGION前往唤醒从第二次泰伯利亚战争初期就一直被封存的生化人军队——凯恩之印。最后凯恩在美国的落基山脉的实验室中找到了塔西佗，然而由于GDI不断的试验使得塔西佗变得不稳定，暴跳如雷的凯恩要LEGION在塔西佗被GDI彻底毁坏之前夺回塔西佗。随后在凯恩之印，黑手部队以及Nod主力部队一同进攻下，终于夺回了塔西佗。
最终，凯恩手持塔西佗，将其亲自放到LEGION的数据接口上，在读取了塔西佗的数据之后，LEGION通过阈限之塔，用思金语朝思金人母星发出了一道讯息：“执行第二阶段——入侵”……而凯恩，则离他的“升天”目标，更近了一步……